# Sematophyllum uncinatum
Sematophyllum uncinatum là một loài rêu trong họ Sematophyllaceae. Loài này được I.G. Stone & G.A.M. Scott mô tả khoa học đầu tiên năm 1973.